# Нелл (фильм)
«Нелл» (англ. Nell) — кинофильм 1994 года. Экранизация пьесы Марка Хэндли «Идиоглоссия».

## Сюжет
Деревенский доктор Джером Ловелл обнаруживает в глухих местах Северной Каролины «дикарку», которая сторонится людей и говорит на неизвестном языке. Оказывается, мать воспитала Нелл и её сестру-близнеца без всякого контакта с цивилизацией. С самого рождения девочки не видели ни одного человека, кроме матери и друг друга. Из-за травмы речь матери Нелл была сильно искажена, в результате чего Нелл говорит на своём, особенном языке. После смерти матери и сестры повзрослевшей Нелл приходится выйти в большой мир. Доктор хочет помочь Нелл адаптироваться, а студент-психолог Паула Ольсен и её босс Александр Пэли настаивают на изучении её в лаборатории. Это порождает эмоциональный конфликт, отражённый в фильме.

## В ролях
| Актёр             | Роль                |
| ----------------- | ------------------- |
| Джоди Фостер      | Нелл                |
| Лиам Нисон        | Джером Ловелл       |
| Наташа Ричардсон  | Паула Ольсен        |
| Либертини, Ричард | Александр Пэли      |
| Ник Сирси         | шериф Тодд Петерсон |
| Робин Маллинз     | Мэри Петерсон       |
| Джереми Дэвис     | Билли Фишер         |
| О`Нил Комптон     | Дон Фонтана         |
| Шон Бриджерс      | репортёр Майк Ибара |
| Джо Инскоу        | судья               |

## Номинации и награды
| Год  | Результат | Премия                                | В категории                 | Кому вручена              |
| ---- | --------- | ------------------------------------- | --------------------------- | ------------------------- |
| 1995 | Номинация | Оскар                                 | Лучшая актриса              | Джоди Фостер за роль Нелл |
| 1995 | Награда   | Давид ди Донателло                    | Лучшая иностранная актриса  | Джоди Фостер за роль Нелл |
| 1995 | Номинация | Золотой глобус                        | Лучший фильм-драма          |                           |
| 1995 | Номинация | Золотой глобус                        | Лучшая музыка               | Марк Айшем                |
| 1995 | Номинация | Золотой глобус                        | Лучшая женская роль (драма) | Джоди Фостер за роль Нелл |
| 1995 | Номинация | MTV Movie Awards                      | Лучшая женская роль         | Джоди Фостер за роль Нелл |
| 1995 | Награда   | Премия гильдии киноактеров США        | Лучшая женская роль         | Джоди Фостер за роль Нелл |
| 1995 | Награда   | Southeastern Film Critics Association | Лучшая женская роль         | Джоди Фостер за роль Нелл |

На роль Паулы Ольсен пробовались Кристина Эпплгейт и Бриджит Фонда. Лиам Нисон и Наташа Ричардсон поженились в год выхода фильма на экраны.